# Distrito de Urcos
El distrito de Urcos es uno de los doce que conforman  la provincia de Quispicanchi, ubicada en el departamento del Cuzco en el Sur del Perú.

## Historia
En el año 1632, el distrito de Urcos era un repartimiento compuesto por 250 indios tributarios divididos en los siguientes ayllus: 
- Ayllu Collana (Apellidos Pillaca, Umpiri, Quispe, Rimache, Llactayoc, Cuzo, Hualpa)
- Ayllu Cochacalla (Apellidos Quispe, Manco, Tupac Yupanqui)
- Ayllu Quisbaxani (Apellidos Chaxalla, Callisaya)
- Ayllu Usi (Apellidos Bacta, Llampa, Huamansuari)
- Ayllu Yaguari y Machamarca (Apellidos Tics, Quispe, Cusi, Chayna)
- Ayllu Mazapampa (Apellidos Comiosaca, Cadad, Miosala)
- Ayllu Bicho (Apellidos Quispe, Huamán)[1]

El distrito fue creado mediante Ley del 2 de enero de 1857, dado en el gobierno del Presidente Ramón Castilla.

## Geografía
Su capital es el poblado de Urcos que se ubica a  3,158 m s. n. m. aproximadamente. Y está a unos 49 kilómetros de la ciudad del Cusco.

## Autoridades

### Municipales
- 2023-2026

Alcalde: Dr. Yamil Efrain Castillo Cusihuallpa, del partido político Somos Perú
- 2015 - 2018
  - Alcalde: Hilton Nahuamel, alcalde provincial, del movimiento político APU
  - Regidores: Jenny Champi Huanca (APU)
- 2011 - 2014[2]
  - Alcalde: Graciano Mandura Crispín, del Movimiento Autogobierno Ayllu.
  - Regidores: Julián Condori Puma (Ayllu), Quintín Miguel Ángel Zambrano Vera (Ayllu), Filomeno Chunca Soncco (Ayllu), Buenaventura Martínez Díaz (Ayllu), Anais Diana Huaranca Mendoza (Ayllu), Jhon Angel Machaca Bolaños (Ayllu), Alfonso Gonzales Mamani (Acuerdo Popular Unificado), Fermín Quispe Ppacsi (Gran Alianza Nacionalista), Lucio Ttito Huaraccone (Restauración Nacional).
- 2007 - 2010
  - Alcalde: Domingo Huittoccollo Curasi.

### Religiosos
- Párroco de Santiago Apóstol: R.P. Frank Gutiérrez, S.J..

## Festividades
- Virgen Purificada.
- Inmaculada Concepción.

## Curiosidades
Las personas utilizan una planta llamada coca para el mareo de las alturas , la hoja la ponen en la boca y la van masticando.
Todos los domingos son feriales, donde se presentan diversos componentes de comida, vestido y comercio en general en la plaza de armas de Urcos.
La laguna de Urcos también viene a ser uno de sus meyores atractivos culturales.